# Julian Stark
Julian Stark (* 8. März 2001 in Überlingen) ist ein deutscher Fußballspieler.

## Karriere
Stark begann das Fußballspielen zunächst in der Jugend des FC Beuren-Weildorf, ehe er in die D-Jugend des FC Radolfzell wechselte. Im Alter von 16 Jahren wechselte er schließlich in die Nachwuchsabteilung des 1. FC Heidenheim, wo er die restlichen Jugendmannschaften durchlief. Zwischen 2017 und 2020 kam er so für die Heidenheimer zunächst in der U-17 Bundesliga, später auch in der U-19 Bundesliga als Stammspieler zum Einsatz. Aufgrund seiner starken Leistungen in den Nachwuchsmannschaften unterschrieb er am 11. Juni 2020 einen Profivertrag über zwei Jahre beim 1. FC Heidenheim. In der Folge kam er auch schon in Testspielen für die Heidenheimer zum Einsatz. Nachdem er zu Beginn der Saison 2020/21 von Trainer Frank Schmidt allerdings noch nicht für den Kader berücksichtigt worden war, stand er am 13. Februar 2021 beim 2:0-Sieg gegen Erzgebirge Aue erstmals im Kader der Profimannschaft, kam jedoch nicht zum Einsatz. Sein Profidebüt gab er schließlich am 18. April 2021 beim 3:0-Sieg gegen Jahn Regensburg, als er in der 86. Spielminute für Tim Kleindienst eingewechselt wurde. In der restlichen Saison kam er jedoch nur noch zu einem weiteren Kurzeinsatz, und in der gesamten Saison 2021/22 kam Stark in ebenfalls nur einem Spiel zum Einsatz.
Im Sommer 2022 wechselte er, nachdem sein Vertrag in Heidenheim nicht verlängert wurde, zum SC Freiburg, bei dem er für die zweite Mannschaft in der 3. Liga eingeplant war. In Freiburg entwickelte er sich schnell zu einem wichtigen Spieler im Kader der zweiten Mannschaft. Sein Ligadebüt gab er direkt am 1. Spieltag beim 1:1-Unentschieden gegen Erzgebirge Aue. In der folgenden Saison wurde Stark sowohl im Zentralen und Defensiven Mittelfeld als auch in der Innenverteidigung von Trainer Thomas Stamm eingesetzt. Bei der 1:3-Niederlage gegen Wehen Wiesbaden am 10. September 2022 sah Stark die gelb-rote Karte und verpasste das folgende Spiel gesperrt. Am 1. Oktober 2022 konnte er bei seinem ersten Spiel nach der Sperre prompt sein erstes Profitor beim 2:2-Unentschieden gegen den 1. FC Saarbrücken erzielen.
Im Juli 2024 wechselte er zum SC Verl.